# Poluža (Orahovac)
Pour l’article homonyme, voir Poluža (Glogovac).
Polluzhë en albanais et Poluža en serbe latin (en serbe cyrillique : Полужа) est une localité du Kosovo située dans la commune/municipalité de Rahovec/Orahovac et dans le district de Prizren/Prizren. Selon le recensement kosovar de 2011, elle compte 808 habitants, tous albanais.
Selon le découpage administratif du Kosovo, la localité fait partie du district de Gjakovë/Đakovica.

## Démographie

### Évolution historique de la population dans la localité
| 1948 | 1953 | 1961 | 1971 | 1981 | 1991 | 2011 |
| ---- | ---- | ---- | ---- | ---- | ---- | ---- |
| 245  | 254  | 331  | 467  | 673  | 813  | 808  |

|  |